# Route des vins de la Montérégie
La route des vins de la Montérégie est une route touristique de la région de la Montérégie au Québec, créée en 2011. Cette région correspond à la ceinture sud de l'île de Montréal, qui se rend de Varennes au nord, jusqu'à la frontière des États-Unis au sud, et s'étend de Rigaud à l'ouest, jusqu'à St-Hyacinthe à l'est. La distance totale du circuit est d'environ 150 km, et 21 vignobles en sont membres. Ce circuit a été créé en complément d'autres circuits existants pour promouvoir plusieurs aspects du tourisme en Montérégie, tels que le cyclotourisme et le tourisme historique.

## La viticulture au Québec
Le Québec n'est pas une région propice à la culture des raisins utilisés pour la fabrication du vin, particulièrement à cause de son climat rigoureux en hiver, même dans les endroits les plus au sud comme la Montérégie et les Cantons-de-l'Est. Les cépages dits « classiques » sont donc peu utilisés pour la production de vin. Les producteurs doivent avoir recours aux cépages dits « hybrides », qui permettent la culture de vignes résistantes à des froids intenses. D'ailleurs, tant au Québec en général que dans la région de la Montérégie, les cépages les plus exploités sont tous des hybrides, entre autres le Frontenac, le Maréchal Foch ou le Vidal blanc.

## La viticulture en Montérégie
La Montérégie est l'une des deux régions productrices de vin les plus importantes au Québec, avec les Cantons-de-l'Est, du fait que la température y est moins rigoureuse que dans d'autres régions. Le nombre total de vignobles ouverts au publics dans cette région est en hausse, si l'on se fie au nombre de membres de la route des vins de la Montérégie, qui est passé de 16 à 21 entre 2011 et 2013,. Malgré cette augmentation du nombre de vignobles, la superficie totale des terres consacrées à la culture vinicole en Montérégie (82,8 acres) est toujours inférieure à celle des Cantons-de-l'est (102,7 acres) , ce qui pourrait expliquer pourquoi la plupart des vignobles de la Montérégie ne sont pas les plus connus au Québec. Plusieurs d'entre eux sont également ouverts au public depuis peu, comme le vignoble Vertefeuille, ouvert au public à partir de l'été 2013 et le Domaine la Branche ouvert au public à l'automne 2013.  

## Les vignobles

### Vignoble la Romance du Vin (Rigaud)
Existe depuis 1999 et offre des produits au public depuis 2008. Production de vins blancs, rouges et rosés, de vins de glace et de vins de vendanges tardives.

### Vignoble Côte de Vaudreuil (Vaudreuil-Dorion)
Production de vins blancs, rouges et rosés, de vins mousseux et de vins fortifiés. 

### Vignoble J.O. Montpetit et fils (St-Étienne-de-Beauharnois)
Créé en 1999. Production de vins rouges, rosés et blancs, et de vins de glace. Vignoble le plus important en Montérégie et septième vignoble le plus important au Québec sur le plan de la superficie.

### Vignoble le Marathonien (Havelock)
Existe depuis 1990. Production de vins rouges, blancs et rosés, mais particulièrement de vins de vendanges tardives et de vins de glace.

### Domaine des Salamandres (Hemmingford)
Produit seulement des vins de glace. Production d'alcools de fruits provenant des vergers.

### Vignoble le Chat de Botté (Hemmingford)
Spécialisation dans les vins de paille. Vins rouges, vins blancs, vins rosés et vins rouges fortifiés.

### Vignoble le Morou (St-Cyprien-de-Napierville)
Vignoble créé en 1987. Vins rouges, vins blanc, vins rosés et vins de glace.

### Vignoble le Mas de Patriotes (St-Jean-sur-Richelieu)
Production de vins blancs, rouges et rosés.

### Vignoble du Domaine St-Jacques (St-Jacques-le-Mineur)
Vins blancs, rouges, rosés et vins de glace rouges et blancs.

### Domaine La Branche (St-Isidore)
Ouverture du vignoble à venir à l'automne 2013.

### Vignoble Vertefeuille (La Prairie)
Ouvert au public depuis l'été 2013. Vins blancs, rouges, rosés.

### Vignoble Vertefeuille (St-Bruno-de-Montarville)
Ouvert au public en 2007. Vins blancs, rosés, rouges, vins fortifiés et vins de glace.

### Domaine du Fleuve (Varennes)
Vins rouges, blancs, rosés et fortifiés.

### Domaine Elbama (St-Amable)
existe depuis 2009   Vins rouges, blancs, rosés. mistelle ouveret a l'année du vendredi au dimanche   (450)649-0710

### Vignoble Clos-Mont-St-Hilaire (Mont-St-Hilaire)
Existe depuis 1999. Vins blancs, rouges, rosés et vins fortifiés. 